# Álvaro Arbeloa
Álvaro Arbeloa Coca, född 17 januari 1983 i Salamanca, Spanien, är en spansk före detta fotbollsspelare (försvarare).

## Klubbkarriär
Arbeloa började sin fotbollsbana som pojklagsspelare i Real Zaragoza men vid 16 års ålder skrev han ett ungdomskontrakt med Real Madrid, och där blev han ganska snabbt kapten för Real Madrid Castilla CF.
På grund av den mycket tuffa konkurrensen i klubben spelade Arbeloa bara två matcher i A-laget, valde han att sommaren 2006 lämna Real för spel i RC Deportivo la Coruña som köpte honom för 1,3 miljoner euro.  Det blev bara ett halvår i den klubben, i januari 2007 valde Rafael Benítez, som varit hans tränare under ungdomstiden i Real Madrid, att värva honom till Liverpool FC, som betalade 2,5 miljoner pund.. Arbeloa vann även EM 2008 och VM 2010 samt EM 2012.
Sommaren 2009 lämnade Arbeloa Liverpool för att återvända hem till Spanien och Real Madrid. Arbeloa skrev på ett femårskontrakt med klubben som endast betalade 3,5 miljoner pund eftersom Arbeloa bara hade ett år kvar på kontraktet med Liverpool.. Arbeloa spelar oftast som högerback men kan även spela mittback eller vänsterback. Han var med och vann EM 2008 och VM 2010. Under EM 2012 var han ordinarie högerback och lyckades kontrollera Spaniens försvarsspel tillsammans med Sergio Ramos, Gerard Pique och Jordi Alba, då de endast släppte in ett mål under hela turneringen, (bortsett från straffsparkarna mot Portugal) och till sist gick hela vägen, och vann mästerskapet.
I juni 2017 avslutade Arbeloa sin fotbollskarriär.

## Meriter

### Real Madrid
- La Liga: 2011/2012
- UEFA Champions League: 2013/2014, 2015/2016
- Spanska cupen: 2010/2011, 2013/2014
- Spanska supercupen: 2012
- UEFA Super Cup: 2014
- VM för klubblag: 2014

### Spanien
- EM-Guld 2008
- VM-Guld 2010
- EM-Guld 2012